# Stana Katic
Stana Katic (* 26. dubna 1978, Hamilton, Ontario) je kanadská filmová a televizní herečka a pěvkyně–mezzosopranistka žijící ve Spojených státech. Je známá především díky roli v televizním seriálu Castle na zabití (2009–2016) na stanici ABC.

## Osobní život

### Mládí
Narodila se jako Stana Katic v kanadském Hamiltonu (Ontario) srbským rodičům, kteří emigrovali ze Socialistické federativní republiky Jugoslávie. S rodiči se usadila v illinoiském městě Aurora. Následně se rodina několikrát stěhovala mezi Spojenými státy a její rodnou Kanadou. Poté, co v roce 1996 ukončila střední školu West Aurora High School, pokračovala ve studiu herectví na chicagské Goodman School of Drama.
Kromě angličtiny hovoří italsky, francouzsky a srbo-chorvatsky.

### Herecká kariéra
Jako herečka ztvárnila role Hany Gitelmanové v seriálu Hrdinové, Collette Stengerové v seriálu 24 hodin (5 sezón) nebo Jenny ve filmu Chuť lásky, v němž si zahrála po boku Morgana Freemana. Také vytvořila postavy Morgensternové ve snímku Franka Millera Spirit, Corinne Veneauové v bondovce Quantum of Solace nebo Simone Renoirové  ve třetím pokračování Flynn Carsen: Kletba Jidášova kalichu.
V srpnu 2008 televizní stanice ABC ohlásila uvedení nového seriálu Castle na zabití, kde získala jednu z hlavních rolí Kate Beckettové. Ve stejném roce také založila vlastní produkční společnost Sine Timore Productions. Název v latině znamená „beze strachu“."

## Filmografie

### Filmy
| Rok  | Název                         | Role                | Poznámky |
| ---- | ----------------------------- | ------------------- | -------- |
| 1999 | Acid Freaks                   | Annie               |          |
| 2003 | Shut-Eye                      | Angela              |          |
| 2005 | Pit Fighter                   | Marianne            |          |
| 2007 | Chuť lásky                    | Jenny               |          |
| 2008 | Stiletto                      | Raina               |          |
| 2008 | Quantum of Solace             | Corinne Veneau      |          |
| 2008 | Spirit                        | Morgenstern         |          |
| 2010 | Truth About Kerry             | Emma                |          |
| 2011 | Jen pro zamilované            | Sofia               |          |
| 2011 | Dvojitý agent                 | Amer                |          |
| 2013 | Big Sur                       | Lenore Kandel       |          |
| 2013 | Neporazitelný Superman        | Lois Lane (hlas)    |          |
| 2013 | CBGB: Kolébka punku           | Genya Ravan         |          |
| 2016 | Noc v poušti                  | Rachel Rozman       |          |
| 2017 | Ztraceni ve Florencii         | Anna                |          |
| 2018 | Ve spárech ďábla              | Lisa Roberts        |          |
| 2019 | Špionky                       | Vera Atkins         |          |
| 2021 | Justice Society: World War II | Wonder Woman (hlas) |          |

### Seriály
| Rok       | Název                          | Role                                 | Poznámky                        |
| --------- | ------------------------------ | ------------------------------------ | ------------------------------- |
| 2004      | Manipulátor                    | Mariella                             | díl: Bleak House                |
| 2004      | Alias                          | Flight Attendant                     | díl: Zdání klame                |
| 2004      | Dragnet                        | Miriam Nelson                        | díl: „Retribution“              |
| 2004      | Policejní odznak               | Ayla                                 | 2 díly                          |
| 2004      | JAG                            | Lucienne Charmoli                    | díl: Zpráva z Bagdádu           |
| 2005      | Closer                         | Nadia                                | díl: The Big Picture            |
| 2005      | Pohotovost                     | Blaire Collins                       | 2 díly                          |
| 2006      | 24 hodin                       | Collette Stenger                     | 3 díly                          |
| 2006      | Dračí kletba                   | Ava                                  | TV film                         |
| 2006      | Faceless                       | Diana Palos                          | neprodaný televizní pilotní díl |
| 2006      | Bratři a sestry                | Karen Wells                          | díl: Patriarchát                |
| 2007      | Company Man                    | Donna Baker                          | neprodaný televizní pilotní díl |
| 2007      | Hrdinové                       | Hana Gitelman                        | 2 díly                          |
| 2007      | Kriminálka Miami               | Rita Sullivan                        | díl: Zmrzlý na kost             |
| 2007      | Jednotka zvláštního určení     | speciální agentka Deborah Lane       | díl: Vnitřní nepřítel           |
| 2008      | Flynn Carsen 3: Jidášův kalich | Simone Renoir                        | televizní film                  |
| 2008      | Would Be Kings                 | Julianna Martinelli                  | televizní minisérie             |
| 2009–2016 | Castle na zabití               | det. Kate Beckettová / Vera Mulqueen | hlavní role, 171 dílů           |
| 2012      | Fletcher Drive                 | Greta                                | díl: The Intervention           |
| 2016      | Sister Cities                  | Carolina Baxter Shaw                 | TV film                         |
| 2017–2020 | Nezvěstná                      | agentka Emily Byrne                  | hlavní role                     |

### Videohry
| Rok  | Název               | Role                 | Poznámky |
| ---- | ------------------- | -------------------- | -------- |
| 2011 | Batman: Arkham City | Talia al Ghul (hlas) |          |

## Ocenění a nominace
| Rok  | Ocenění                | Kategorie                                                    | Práce            | Výsledek  |
| ---- | ---------------------- | ------------------------------------------------------------ | ---------------- | --------- |
| 2009 | Satellite Awards       | Nejlepší televizní herečka – drama                           | Castle na zabití | nominace  |
| 2011 | TV Guide Awards        | Nejoblíbenější pár (společně s Nathanem Fillionem)           | Castle na zabití | vítězství |
| 2012 | TV Guide Awards        | Nejoblíbenější pár (společně s Nathanem Fillionem)           | Castle na zabití | vítězství |
| 2012 | PRISM Awards           | Nejlepší výkon v dramatickém seriálu                         | Castle na zabití | vítězství |
| 2013 | TV Guide Awards        | Nejoblíbenější televizní pár (společně s Nathanem Fillionem) | Castle na zabití | vítězství |
| 2013 | People's Choice Awards | Nejlepší televizní herečka – drama                           | Castle na zabití | nominace  |
| 2014 | People's Choice Awards | Nejlepší televizní herečka – drama                           | Castle na zabití | vítězství |
| 2014 | People's Choice Awards | Nejoblíbenější televizní pár (společně s Nathanem Fillionem) | Castle na zabití | nominace  |
| 2015 | People's Choice Awards | Nejoblíbenější televizní duo (společně s Nathanem Fillionem) | Castle na zabití | nominace  |
| 2015 | People's Choice Awards | Nejoblíbenější televizní krimi/dramatická herečka            | Castle na zabití | vítězství |
| 2016 | People's Choice Awards | Nejoblíbenější televizní krimi/dramatická herečka            | Castle na zabití | vítězství |